# Brian Tichy
Brian Thomas Tichy (ur. 18 sierpnia 1968 w Denville w stanie New Jersey) – amerykański muzyk i wokalista. Absolwent Berklee College of Music w Bostonie w USA. Tichy współpracował z takimi grupami muzycznymi i wykonawcami jak: Billy Idol, Ozzy Osbourne, Derek Sherinian, Seether, Foreigner, Pride & Glory, Glenn Hughes, Sass Jordan, Slash’s Snakepit, The Dead Daisies oraz Lynch Mob. W latach 2010–2013 perkusista w formacji Whitesnake.

## Dyskografia
| Derek Sherinian - Black Utopia (2003) - Mythology (2004) - Blood of the Snake (2006) - Molecular Heinosity (2009) Nicklebag - 12 Hits & A Bump (1996) - Mas Feedback (1997) Kenny Wayne Shepherd - The Place You're In (2004) Billy Idol - Devil's Playground (2005) - Live Billy Idol (2006) - Happy Holidays (2006) Gilby Clarke - Rubber (1998) - Swag (2002) - Gilby Clarke (2007) | Vinnie Moore - Out of Nowhere (1996) TMG - TMG I (2004) Ana Sidel - A Solas... (2005) Pride & Glory - Pride & Glory (1994) Stevie Salas - Presents: The Electric Pow Wow (1993) - Back From The Living (1994) - Anthology 1987-1994 (1996) - Le Bootleg (Live In Paris) (1997) - Seoul Power (1997) - The Sometimes Almost Never Was (1998) - Shapeshifter (The Fall And Rise Of Stevie No Wonder) (2001) Inne - Numbers from the Beast: An All Star Salute to Iron Maiden (2005) |